# Ordes
Ordes (oficiální galicijský název, španělsky Órdenes) je malé město ve Španělsku, konkrétně v Galicii v provincii A Coruña. Je to hlavní město stejnojmenné comarky. Žije zde okolo 14 tisíc obyvatel. Přes Ordes prochází silnice N-550, dálnice AP-9 (tzv. Atlantická) a také železnice spojující A Coruñu se Santiagem de Compostela.
Značná část území obce je pokryta bažinami a porosty eukalyptu. Přes Ordes vede anglická trasa svatojakubské cesty do Santiago de Compostela.

## Územní členění
Obec se člení na samotné město Ordes a 12 farností (parroquias), kterými jsou:
- Ardemil
- Barbeiros
- Beán
- Buscás
- Leira
- Lesta
- Mercurín
- Montaos
- Parada
- Pereira
- Poulo
- Villamayor

## Pamětihodnosti
- Několik románských kostelů z 12. a 13. století (iglesia de San Julián de Poulo, iglesia de San Pelayo de Buscás, iglesia de Santa Eulalia de Pereira)
- Věž Morgade, ze 14. století
- Paláce Bidueiro a Peñasco
- Muzeum Juanja Liñarese

## Galerie

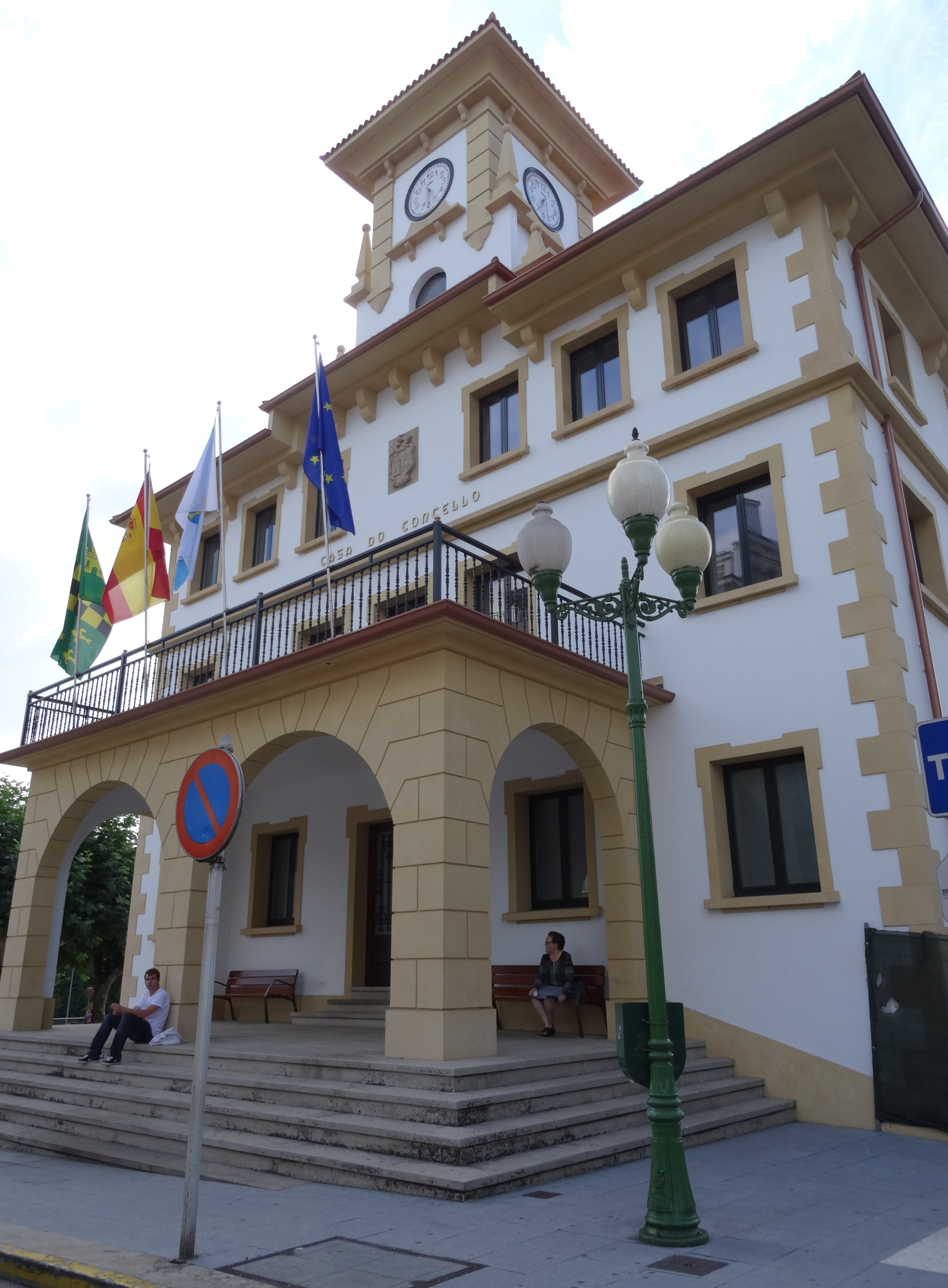
Radnice
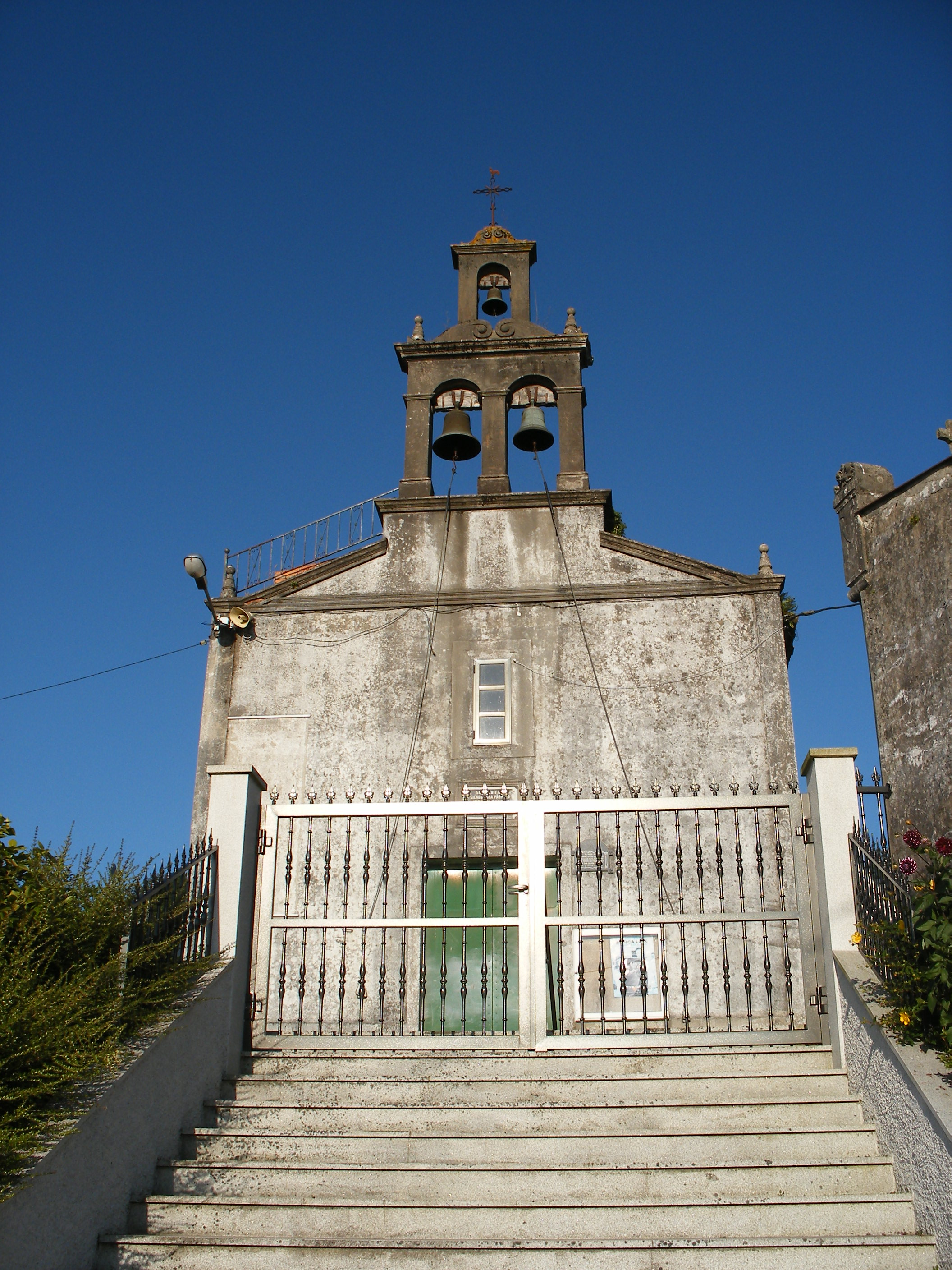
Iglesia de San Julián de Poulo
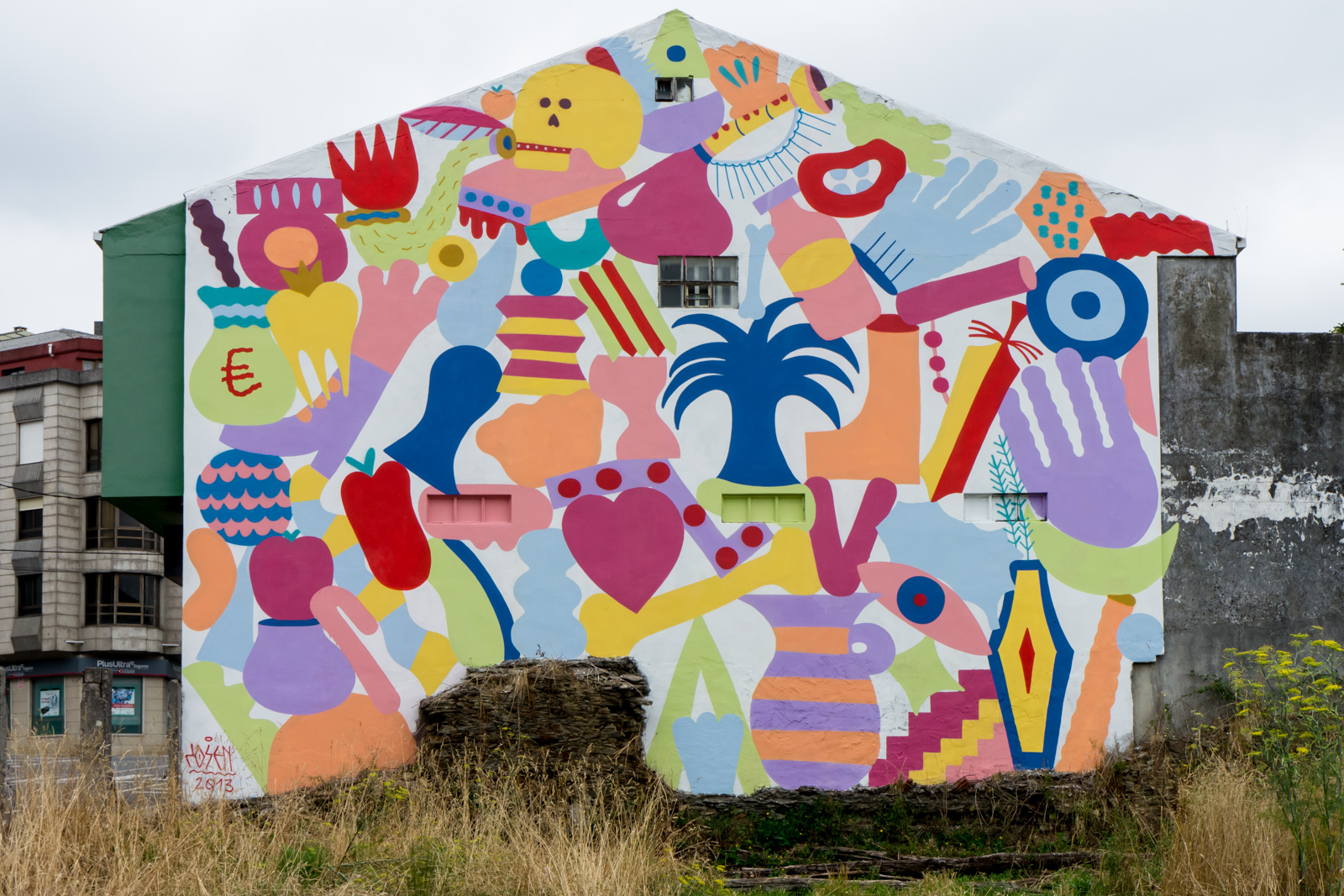
Graffitti v Ordes
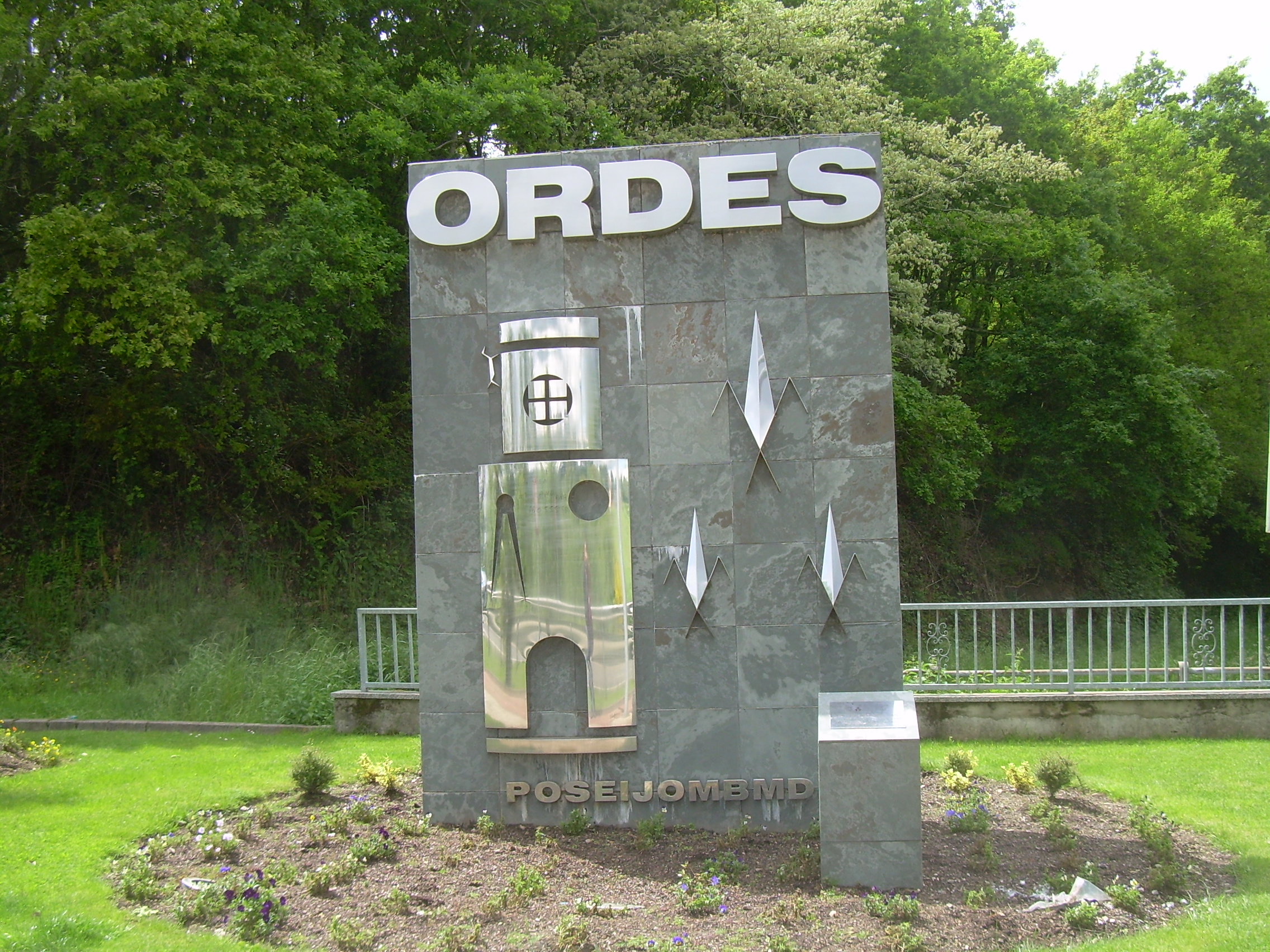
Skulptura při vstupu do města